# Velika loža
Velika loža (izraz podrijetlom iz Engleske, engl. Grand Lodge), ili Veliki orijent (izraz podrijetlom iz Francuske, fran. Grand orient), predstavlja neovisno i suvereno upravno tijelo bratstva ili slične organizirane skupine. To tijelo djeluje unutar određenog područja, najčešće na razini pokrajine ili države. 
U slobodnom zidarstvu, ovaj oblik grupiranja masonskih loža može se nazvati i masonska obedijencija (fran. Obédience maçonnique),  jurisdikcija (engl. Jurisdiction), nadležnost ili poslušnost. Pojavio se početkom 18. stoljeća u Engleskoj i označio je početak spekulativnog slobodnog zidarstva.

## Slobodno zidarstvo
Velika loža ili veliki orijent obično djeluje kao upravno tijelo "plave lože" ili "simboličkog" slobodnog zidarstva unutar određene nadležnosti. Prva slobodnozidarska velika loža osnovana je 1717. godine u Engleskoj pod nazivom Velika loža Londona i Westminstera, koja je ubrzo postala poznata kao Velika loža Engleske. Na čelu velike lože nalazi se veliki majstor (ili veliki meštar), dok ostali dužnosnici nose titule s prefiksom "veliki", poput velikog rizničara.
S obzirom da ne postoji globalno središnje tijelo koje bi nadziralo rad svih velikih loža, njihove prakse mogu varirati, iako dijele zajednički temelj. Odsustvo centraliziranog autoriteta znači da velike lože održavaju međusobne odnose kroz priznavanje i suradnju.

### Nadležnost
Nadležnost velike lože obično se temelji na civilno-administrativnim granicama, pri čemu svaka velika loža upravlja masonskim ložama unutar određene pokrajine ili države. Svaka velika loža djeluje potpuno neovisno o drugima, postavljajući vlastita pravila, rituale te odlučujući koje druge velike lože će priznati. Kada se dvije velike lože međusobno priznaju, kažu da su "u prijateljstvu" (engl. in Amity). To znači da se međusobno priznaju kao legitimne i dopuštaju članovima jedne lože posjećivanje loža druge. Ako dvije velike lože nisu "u prijateljstvu", one ne priznaju članstvo i ne dopuštaju međusobne posjete ložama pod svojom nadležnošću. Razlog prekida prijateljskih odnosa često je stvarno ili zamišljeno kršenje nekog od temelja slobodnog zidarstva.
Uz određene iznimke, poput priznavanja velikih loža u Južnoj Americi od strane nekih velikih loža u SAD-u, niti jednu veliku ložu koja nije priznata od strane Ujedinjene velike lože Engleske (UGLE) ne priznaje niti jedna loža koja je u prijateljstvu s UGLE-om. Najveći veliki orijent u kontinentalnom masonskom ustroju je Veliki orijent Francuske (GOdF).
Dok Ujedinjena velika loža Engleske, Velika loža Irske i Velika loža Škotske upravljaju masonstvom u svojim zemljama i prekomorskim teritorijima, u kontinentalnoj Europi obično postoji više od jedne velike lože po zemlji. Povijesno, u Sjedinjenim Američkim Državama svaka savezna država priznavala je jednu veliku ložu, neovisno o velikim ložama drugih saveznih država. Danas većina saveznih država ima dvije: "glavnu" veliku ložu i Prince Hall veliku ložu. Sve "glavne" velike lože u SAD-u međusobno se priznaju, a većina njih priznaje i suradničke Prince Hall velike lože. Prince Hall slobodno zidarstvo, koje je nastalo u kontekstu rasnog razdvajanja unutar američkog masonstva, većinom okuplja afroameričke članove.

### Odnos prema drugim tijelima
Druga slobodnozidarski tijela koja primaju samo majstore, poput Drevnog i prihvaćenog škotskog obreda i Crvenog križa cara Konstantina, imaju svoja upravljačka tijela koja se ne nazivaju velikom ložom i ne odgovaraju izravno velikoj loži unutar nadležnosti u kojoj djeluju. Slični prijateljski redovi, poput Šrajnera i DeMolaya, također su neovisni. Ipak, upravljačka tijela ovih organizacija obično prepuštaju velikim ložama značajnu nadležnost nad slobodnim zidarstvom u svojim regijama.

### Kronologija 18. stoljeća
Sljedeći popis donosi najstarije velike lože, osnovane tijekom 18. stoljeća:
- 1717. –  Velika loža Engleske, London
- 1725. –  Velika loža Irske, Dublin
- 1725. –  Velika loža cijele Engleske, York†
- 1736. –  Velika loža Škotske, Edinburgh
- 1736. –  Velika loža Francuske,† Pariz
- 1740. –  Velika loža "Tri globusa", Berlin
- 1751. –  Drevna velika loža Engleske, London†
- 1756. –  Velika loža Sedam Ujedinjenih Nizozemski, Hag
- 1760. –  Velika loža Švedske, Stockholm
- 1770. –  Velika državna loža Njemačke, Berlin
- 1778. –  Velika loža Virginije, Williamsburg
- 1784. –  Velika zemaljska loža Austrije, Beč†
- 1786. –  Velika loža Pennsylvanije, Philadelphia
- 1786. –  Velika loža Georgije, Atlanta
- 1786. –  Velika loža New Jerseyja, Trenton
- 1787. –  Velika loža Države New York, New York City
- 1787. –  Velika loža Marylanda, Baltimore
- 1787. –  Velika loža Sjeverne Karoline, Raleigh
- 1788. –  Velika loža Južne Karoline, Charleston
- 1789. –  Velika loža Connecticuta, Wallingford
- 1789. –  Velika loža New Hampshira, Manchester
- 1791. –  Velika loža Rhode Islanda, Providence
- 1792. –  Velika loža Massachusettsa, Boston
- 1794. –  Velika loža Vermonta, Barre
- 1798. –  Velika loža Pruske, Berlin†

## Druge organizacije
Oddfellows, Elksi i slična bratstva također imaju svoje velike lože, budući da su organizacijski model preuzeli iz slobodnog zidarstva. Oranski red, također, koristi sličnu strukturu, temeljeći svoj organizacijski okvir na modelu slobodnih zidara.